# Schoenobius retractalis
Schoenobius retractalis là một loài bướm đêm trong họ Crambidae.